# Род (биология)
Вижте пояснителната страница за други значения на Род.
В областта на биологията родът (genus, мн. ч. genera) е таксономичен ранг, използван в класификацията на живите организми и вкаменелости.

## Родово наименование
Научното наименование на един род може да бъде наречено родово име или родови епитет: това име винаги се изписва с главни букви. То играе основна роля в бинарната номенклатура, системата на биологичната номенклатура.